# Pachymerus thoracicus
Pachymerus thoracicus là một loài bọ cánh cứng trong họ Bruchidae. Loài này được Prevett miêu tả khoa học năm 1966.